# Lindesnes
Lindesnes là một thị xã trong hạt Vest-Agder, Na Uy. Nó nằm trong huyện truyền thống [Sørlandet]. Trung tâm hành chính của đô thị là làng của Vigeland. Các thôn khác ở Lindesnes bao gồm

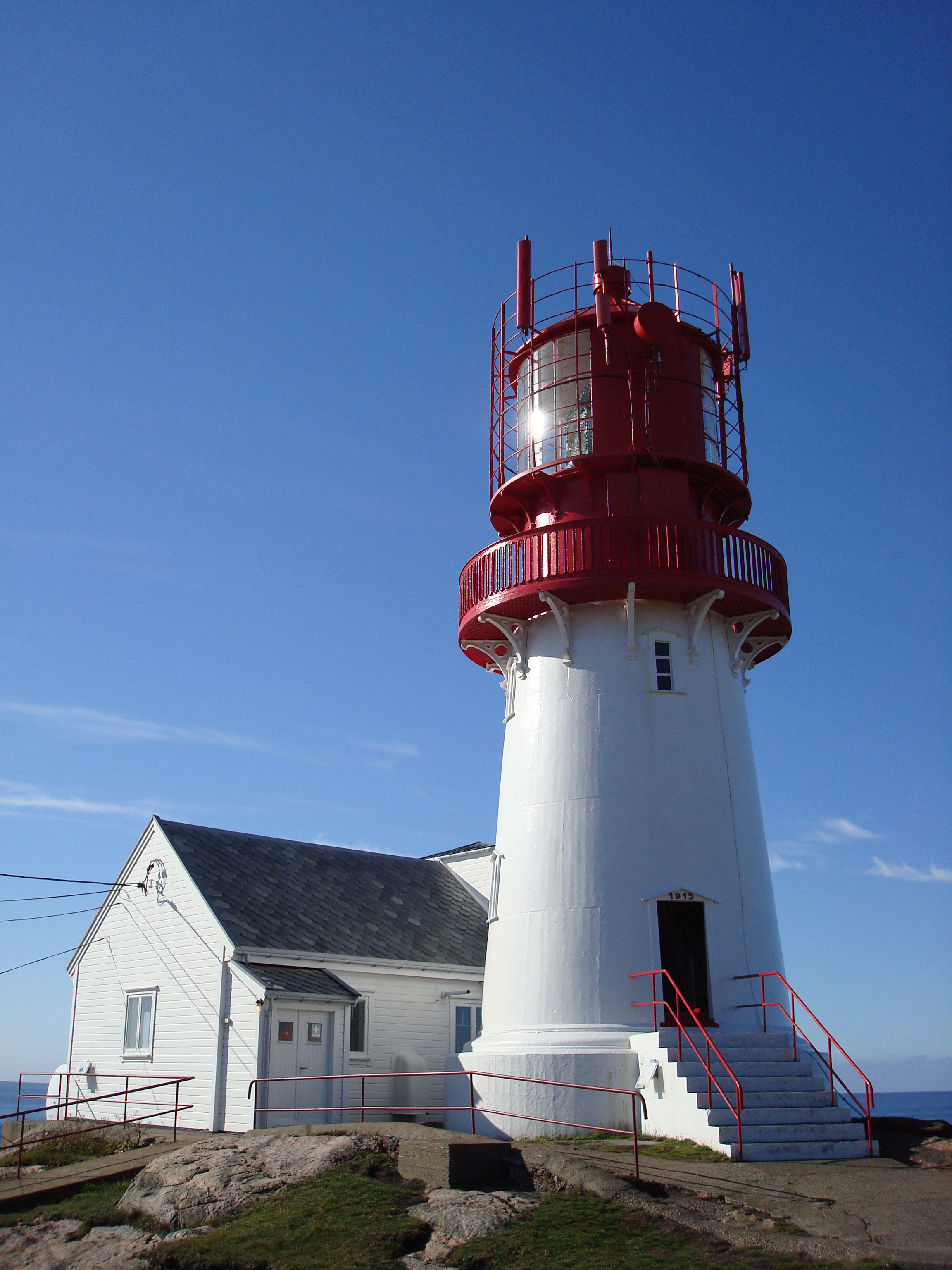
Lindesnes fyr. Ngọn hải đăng là gần điểm cực Nam của lục địa Na Uy.

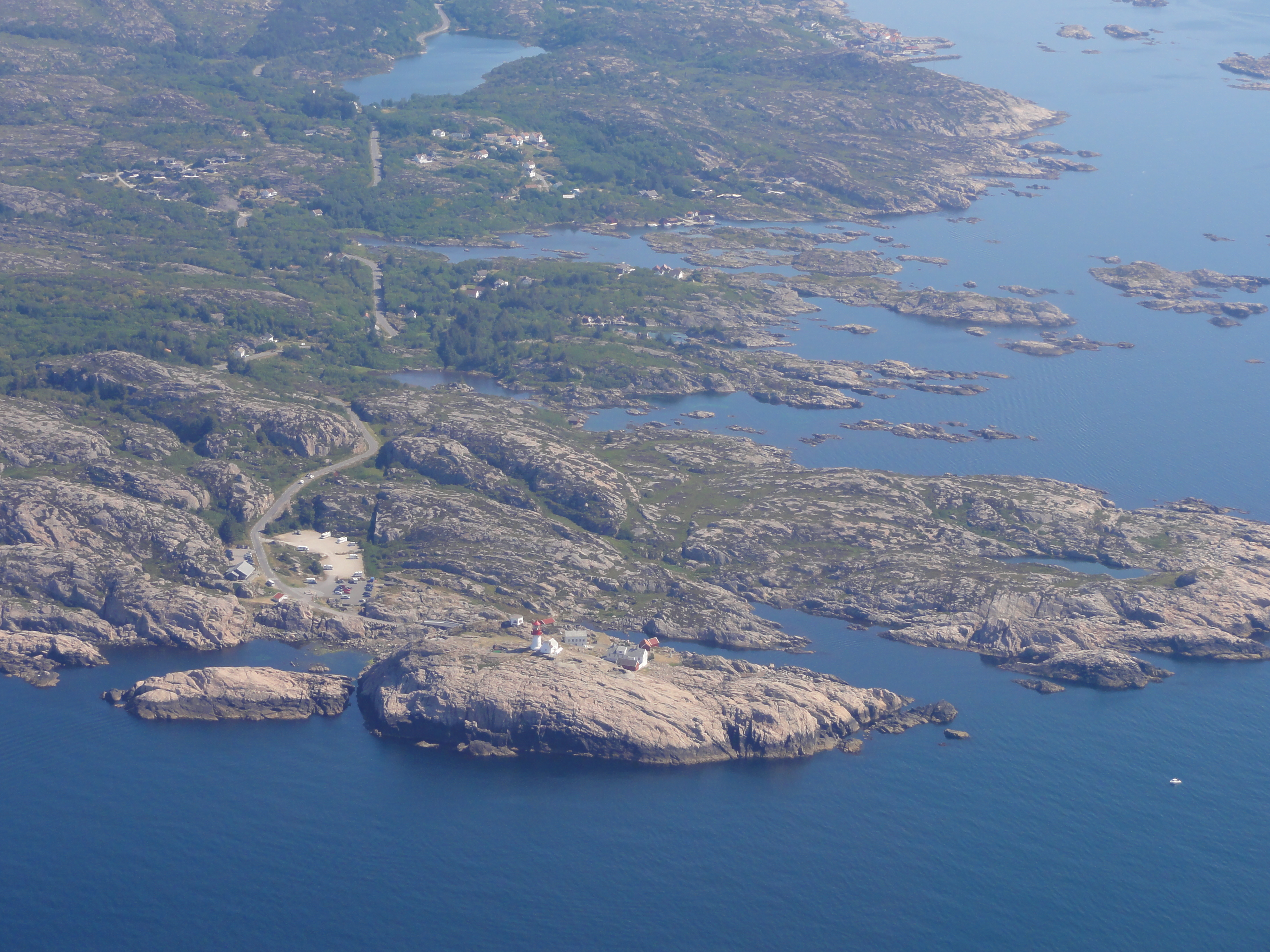
Nhìn tren cao bờ biển nam Lindesnes

Đô thị Lindesnes được thành lập là một đô thị mới vào ngày 1 tháng 1 năm 1964 sau khi sáp nhập các đô thị cũ Spangereid (dân số: 899), Sør-Audnedal (dân số: 2,323) và Vigmostad (dân số: 589). Biên giới của đô thị đã không thay đổi kể từ thời điểm đó.